# Башкирське повстання (1681-1684)
Башкирське повстання 1681—1684 років (Сеїтовський бунт) — одне з великих башкирських повстань другої половини XVII століття.

## Причини повстання
Основна причина полягала у виданому указі (Указ від 16 травня 1681 року) царського уряду, який проголосив курс на насильницьку християнізацію башкир.

## Місце повстання
Повстання охопило територію від середньої течії річки Ісеть на сході до Волги на заході, від верхів'їв річок Яїк (нині річка Урал) на півдні до середньої течії Ками та Чусової на півночі.

## Перебіг бойових дій
Основні сили повсталих: башкири, на чолі із знатним шляхтичем Сеїт-батиром. Перші виступи почалися влітку 1681 року в Ногайській та Сибірській даругах. Весною 1682 року розгорнулася масова боротьба: повсталі Казанської даруги нападали на Закамські фортеці, основний удар в Осинській дарузі був спрямований на Кунгур, фортеці та села, засновані Строгановими на башкирських землях.
Численні загони повстанців взяли в облогу Уфу, взяли Червоний Яр, Ловашне та інших, на заході — П'яний Бор, Каракулино та інші об'єкти. До травня повстання охопило весь край. Безуспішні спроби придушити повстання змусили уряд звернутися до башкирів із обіцянкою скасувати указ та пробачити всіх учасників повстання. Частина повсталих на чолі з Кучуком Юлаєвим припинила боротьбу і звернулася до уряду з чолобитною, а інша частина на чолі з Сеїтом продовжила боротьбу.
На початку червня між повстанцями під командуванням Сеїта та урядовими військами сталася запекла битва на річці Ік, в якій Сеїт був поранений, обидві сторони зазнали великих втрат.
Повстанці встановили зв'язок із калмицькою тайшою Аюкою. У липні 1682 року калмицькі загони прибули до Башкортостану. Повстання відновилося. Башкири і калмики обложили Уфу і Мензелінськ, напали на остроги, слободи та села, побудовані на башкирських землях. З метою розірвати союз башкирів з калмиками уряд почав переговори з Аюкою і на початку 1683 домігся його відмови підтримувати повстання. Але боротьба тривала: навесні-літом 1683 року повстанці нападали на Закамські фортеці, спалили Вознесенський монастир, взяли в облогу Солеварне містечко, Мензелінськ та інші населені пункти. На придушення повстання було зібрано війська під командуванням Ю. Урусова. Калмицький тайша Аюка з загоном у 40 тисяч чоловік вторгся у межі Башкортостану для того, щоб жорстокими заходами змусити башкир відокремитися від Росії та перейти під його владу. Жорстокість калмиків змусила башкирських повстанців припинити боротьбу проти Московського царства. Цьому сприяла і заява царського уряду про те, що він ніколи не видавав указу про насильницьке хрещення мусульман.

## Підсумки повстання
Затятість повсталих змусив московський уряд піти на поступки: він засудив захоплення башкирських земель, підтвердив вотчинні права башкир і відмовився від курсу насильницької християнізації.